# Masaaki Kato
Masaaki Kato (加藤 正明 Katō Masaaki?,  nacido el 22 de diciembre de 1958 en Aichi) es un exfutbolista japonés que se desempeñaba como centrocampista.
En 1981, Kato jugó 3 veces para la Selección de fútbol de Japón.

## Trayectoria

### Clubes
| Club               | País  | Año         |
| ------------------ | ----- | ----------- |
| Toshiba            | Japón | 1981 - 1983 |
| All Nippon Airways | Japón | 1985 - ???? |

### Selección nacional
| Selección | País  | Año  |
| --------- | ----- | ---- |
| Absoluta  | Japón | 1981 |

## Estadística de equipo nacional
| Selección de Japón | Selección de Japón | Selección de Japón |
| Año                | Part.              | Goles              |
| ------------------ | ------------------ | ------------------ |
| 1981               | 3                  | 1                  |
| Total              | 3                  | 1                  |

## Palmarés

### Títulos nacionales
| Título                   | Club    | País  | Año  |
| ------------------------ | ------- | ----- | ---- |
| Copa Japan Soccer League | Toshiba | Japón | 1981 |